# Pieve dei Santi Vito e Modesto a Sofignano
La pieve dei Santi Vito e Modesto a Sofignano si trova nel comune di Vaiano.
Le notevoli trasformazioni hanno conferito alla pieve, documentata dal 1024 e un tempo molto importante, un aspetto modesto.
La facciata, ornata da fasce bicrome dipinte, è preceduta da un portico su colonne tuscaniche, ristrutturato nell'Ottocento, che unifica chiesa, compagnia della Santa Croce e sacrestia; dalla zona posteriore emerge il robusto campanile a torre (trasformato nel 1806). La contigua compagnia conserva parte dei pancali settecenteschi.